# Aamito Lagum
Aamito Stacie Lagum (sinh ngày 3 tháng 12 năm 1992) là một người mẫu ở Uganda, nổi tiếng là người chiến thắng trong mùa đầu tiên của Next Top Model châu Phi.

## Đầu đời và sự nghiệp
Lagum được sinh ra với người mẹ đơn thân Sidonia Ayaa ở Kampala. Sau khi mất việc, mẹ cô chuyển đến Kitgum để chuyển đến sống cùng ông bà. Lagum quay trở lại Kampala để tiếp tục đi học tại Trường tiểu học St. Jude, Trường trung học cơ sở Cơ đốc phục lâm Katikamu và Trường trung học St. Lawrence.
Năm 16 tuổi, Lagum bắt đầu theo đuổi nghề người mẫu chuyên nghiệp. Công việc đầu tiên của cô là trong Tuần lễ thời trang ở Ugandan, nơi cô trình diễn cho Bộ sưu tập Gloria Wavamunno từ GW. Năm 2012, Lagum gặp nhà thiết kế Adele Dejak, người đã đưa cô đến Kenya để chụp ảnh.

## Next Top Model châu Phi
Vào năm 2013, Lagum đã tham gia casting cho Africa's Next Top Model, đi xe buýt 16 giờ từ Kampala đến Nairobi. Sau đó, cô được người dẫn chương trình Oluchi Onweagba gọi và được chọn bay đến Cape Town với tư cách là một trong mười hai người vào chung kết của chương trình.
Lagum nhanh chóng nhận được thông báo từ ban giám khảo và khách mời của chương trình, giành được nhiều bức ảnh đẹp nhất cùng với cơ hội xuất hiện trong một bài viết cho Elle Nam Phi vì đã nhận được bức ảnh đẹp nhất trong tuần 9. Lagum lọt vào đêm chung kết vào tuần thứ mười của cuộc thi, không xuất hiện ở hai vị trí cuối. Sau một buổi casting với DNA Model Management, cô đã đăng quang với tư cách là người chiến thắng của chương trình này.
Với giải thưởng của cô, Lagum đã nhận được hợp đồng người mẫu 1 năm với DNA Model Management, các hợp đồng quảng cáo sản phẩm với Procter & Gamble, Etisalat, Snapp và Verve International, hợp đồng với tư cách là đại sứ của South African Tourism trong 1 năm và giải thưởng tiền mặt trị giá $50.000.